# Vin de Corse

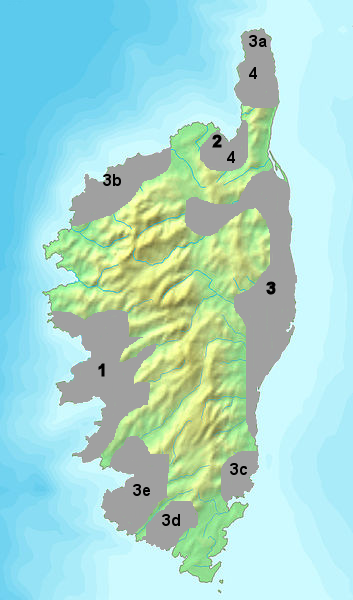
Appellationen auf Korsika, 3 = Vin de Corse

Das Weinbaugebiet Vin de Corse ist eine regionale Appellation der Insel Korsika. Seit dem 2. April 1976 (das Dekret wurde letztmals am 25. März 1991 überarbeitet) verfügt das Gebiet über den Status einer Appellation d’Origine Contrôlée (kurz AOC). Auf einer Rebfläche von ca. 1.456 Hektar (Stand 2015) werden ca. 65.000 hl Wein geerntet, darunter 36 % Rotwein, 57 % Rosé und 8 % Weißwein.
Das Klima in Kombination mit den kargen Böden und der Hanglage der Rebflächen lässt nur einen stark eingeschränkten Ertrag zu und sichert somit eine gute Qualität des Beerenmaterials. Das langjährige Mittel liegt bei einem Ertrag von sehr niedrigen 42,07 hl/ha.

## Geographie
Das Weinbaugebiet verteilt sich über die gesamte Insel und wurde daher in Subzonen unterteilt, in denen die Appellationsbestimmungen etwas strenger reglementiert wurden. Diese Regionen sind:
- Coteaux du Cap Corse: die schroffe Felshalbinsel nördlich von Bastia. Siehe 3a auf dem Plan.
- Calvi: die Balagne genannte Region zwischen Calvi und der Désert des Agriates, sandige Tonböden. Siehe 3b auf dem Plan.
- Sartène: um Sartène im Südwesten von Korsika, ton- und kieselhaltige Böden. Die Zone umfasst die Gemeinden Arbellara, Belvédère-Campomoro, Bilia, Fozzano, Granace, Grossa, Giuncheto, Loreto-di-Tallano, Mela, Olmeto, Olmiccia-di-Tallano, Propriano, Saint-Andréa-di-Tallano, Santa-Lucia-di-Tallano, Sartène, Sollacaro, Tivolaggio, Viggianello. Siehe 3e auf dem Plan.
- Figari: Südspitze Korsikas. Die Zone umfasst die Gemeinden Figari, Monacia-d’Auliène und Pianottoli-Caldarello. Siehe 3d auf dem Plan.
- Porto-Vecchio: Gegend um Porto-Vecchio, Granitböden. Die Zone umfasst die Gemeinden Bonifacio, Conca, Lecci, Porto-Vecchio, San-Gavino-di-Carbini, Sari-di-Porto-Vecchio, Sotta, Zonza. Siehe 3c auf dem Plan.

Daneben gibt es noch Flächen in insgesamt 103 Gemeinden, die ihren Wein ausschließlich unter dem Namen Vin de Corse, also der allgemeinen Appellation vermarkten dürfen.

## Die Weine
- die Rotweine bestehen aus mindestens 33 % Sciaccarello sowie 33 % Sangiovese (die hier Nielluccio genannt wird). Als weitere Hauptsorte gilt der Grenache. Als Nebensorten sind die Sorten Barbarossa, Cinsault, Mourvèdre, Syrah, Carignan und/oder die weiße Sorte Vermentino zugelassen. Der Most muss vor der Vergärung über mindestens 180 g/l Zucker verfügen. Der trockene Rotwein hat dabei einen Alkoholgehalt von mindestens 11,5 Vol.-%.
- der Roséwein wird aus den gleichen Rebsorten wie der Rotwein gewonnen. Der Most muss vor der Vergärung über mindestens 170 g/l Zucker verfügen. Der trockene Roséwein hat dabei einen Alkoholgehalt von mindestens 11 Vol.-%.
- der Weißwein wird in der Hauptsache aus der Rebsorte Vermentino gewonnen, die lokal Vermentinu oder auch Malvoisie de Corse genannt wird. Zu max. 25 % sind die Sorten Ugni Blanc sowie lokal (in der Zone Coteaux du Cap Corse) die autochthone Sorte Codivarta zugelassen. Der Most muss vor der Vergärung über mindestens 170 g/l Zucker verfügen. Der trockene Roséwein hat dabei einen Alkoholgehalt von mindestens 11 Vol.-%.

Die Ertragsbeschränkung liegt bei 50 hl/ha für die regionale Appellation. In den Subzonen liegt sie bei 45 hl/ha.
Der Weißwein kann ca. 2–3 Jahre gelagert werden, gewinnt aber durch die Lagerung nicht. Er sollte bei einer Trinktemperatur von 8 bis 10 °C genossen werden. Gleiches gilt für den Rosé.
Der Rotwein sollte hingegen 2–4 Jahre gelagert werden. Die Trinktemperatur liegt bei 15–16 °C.